# كيروس ستانلي سواريس فيراز
كيروس ستانلي سواريس فيراز (بالبرتغالية: Kiros Stanlley Soares Ferraz) (21 أغسطس 1988 في البرازيل – )؛ هو لاعب كرة قدم كان يلعب كمهاجم.

## وصلات خارجية
- كيروس ستانلي سواريس فيراز على موقع رابطة كرة القدم اليابانية للمحترفين (اليابانية)
- كيروس ستانلي سواريس فيراز على موقع قاعدة بيانات كرة القدم.إي يو (الإنجليزية)
- كيروس ستانلي سواريس فيراز على موقع Soccerway.com (الإنجليزية)
- كيروس ستانلي سواريس فيراز على موقع عالم كرة القدم.نت (الإنجليزية)